# Basma Hassan
Basma Ahmed Sayed Hasan (em árabe: بسمة أحمد سيد حسن; Cairo , 7 de dezembro de 1976) é uma atriz egípcia.

## Biografia
O pai de Basma é jornalista e sua mãe é ativista pelos direitos da mulher. É neta do difunto Youssef Darwish, um judeu egípcio e ativista comunista.
Estudou literatura inglesa na Universidade do Cairo.

## Carreira
Começou a sua carreira atuando na universidade no filme "El Madyna (A cidade)" onde o Diretor Yousry Nasrallah a elegeu para participar. Depois tentou ser apresentadora de rádio e já tinha realizado uma entrevista no canal de rádio nacional, então Nasrallah a selecionou como parte do elenco de seu filme Mais tarde, atuou na série de televisão estadounidense Tyrante.

## Vida privada
Em 15 de fevereiro de 2012, casou-se com o ativista político Amr Hamzawy, então membro do Parlamento pelo Partido Liberdade Egito. O casal teve uma filha, Nadia, mas separaram-se em 2019.

## Filmografia
- Rasael Al Bahr (Mensagens do mar), 2010
- El viajero, 2009
- Zay El Naharda (Hoje é um novo dia), 2008: mayo
- Morgan Ahmed Morgan, 2007: Alyaa
- Kashf hesab, 2007: Donia
- Leabet el hob (Jogo do amor), 2006: Hanan
- A noite que caiu Bagdá, 2005
- Harim Karim, 2005: Dina
- Men nazret ain (Por uma vista de um olho), 2004: Noody
- Al-naama wa al tawoos (avestruz e pavão real), 2002: Samira
- El Nazer, 2000
- El Madyna (Cidade), 1999: Nadia

## Prêmios
- Prêmio de melhor atriz no Festival da Associação de Quadro do Movimento por seu papel em "Zay El Naharda" (2009)
- Prêmio de melhor atriz (prêmios do cinema egípcio) por seu papel em "Morgan Ahmed Morgan" (2008)
- Prêmio de melhor atriz (prêmios do cinema egípcio) por seu papel em "Jogo de Amor" (2007)
- Prêmio de melhor atriz (Prêmios do Cinema Egípcio) por seu papel em "A noite em que caiu Bagdá" (2006).
- Prêmio do Luzes "de festival de Safi" em Safí, Marrocos (2006)
- Prêmio de melhor cara nova e um a melhor atriz na seção árabe do Festival Internacional de Cinema de Alexandria por seu papel em "Avestruz e Pavão real" (2002)[5]